# Alecto (equip ciclista)
|  | No s'ha de confondre amb Alecto (motocicleta). |

L'Alecto (codi UCI: ALE) és un equip ciclista neerlandès professional, de categoria Continental des del 2015.

## Principals resultats
- Ronde van Midden-Brabant: Rick Ottema (2016)
- ZODC Zuidenveld Tour: Rick Ottema (2017)
- Fletxa del port d'Anvers: Arvid de Kleijn (2017)
- Kernen Omloop Echt-Susteren: Robbert de Greef (2017)
- Premi Nacional de Clausura: Arvid de Kleijn (2017)

## Composició de l'equip
| \| Llista de l'equip 2017 \| Llista de l'equip 2017 \| Llista de l'equip 2017 \| Llista de l'equip 2017 \| \| Ciclista \| Data de naixement \| Equip previ \| \| \| -------------------------------------------------------- \| ---------------------- \| -------------------------- \| ---------------------- \| \| Abe Celi \| 13 de octubre de 1996 \| \| \| \| Robbert de Greef \| 27 de agost de 1991 \| Join-S-De Rijke (2016) \| \| \| Arvid de Kleijn \| 21 de març de 1994 \| Jo Piels (2016) \| \| \| Marco Doets \| 28 de octubre de 1995 \| \| \| \| René Hooghiemster \| 30 de juliol de 1986 \| Koga (2014) \| \| \| Koos Jeroen Kers \| 11 de octubre de 1986 \| \| \| \| Merijn Korevaar \| 7 de maig de 1994 \| \| \| \| Folkert Oostra \| 28 de setembre de 1989 \| \| \| \| Rick Ottema \| 25 de juny de 1992 \| Superano Ham-Isorex (2015) \| \| \| Harry Sweering \| 17 de gener de 1990 \| \| \| \| Justin Timmermans \| 25 de setembre de 1996 \| \| \| \| Patrick van der Duin \| 4 de octubre de 1995 \| \| \| \| Daan van Sintmaartensdijk (1 de ago–31 de des, aprenent) \| 11 de juny de 1998 \| \| \| \| \| \| \| \| \| Fonts: ProCyclingStats Cycling Archives \| \| \| \|Nota: Abe Celi |                        |                            |  |
| Llista de l'equip 2017 |                        |                            |  |
| Ciclista | Data de naixement      | Equip previ                |  |
| Abe Celi | 13 de octubre de 1996  |                            |  |
| Robbert de Greef | 27 de agost de 1991    | Join-S-De Rijke (2016)     |  |
| Arvid de Kleijn | 21 de març de 1994     | Jo Piels (2016)            |  |
| Marco Doets | 28 de octubre de 1995  |                            |  |
| René Hooghiemster | 30 de juliol de 1986   | Koga (2014)                |  |
| Koos Jeroen Kers | 11 de octubre de 1986  |                            |  |
| Merijn Korevaar | 7 de maig de 1994      |                            |  |
| Folkert Oostra | 28 de setembre de 1989 |                            |  |
| Rick Ottema | 25 de juny de 1992     | Superano Ham-Isorex (2015) |  |
| Harry Sweering | 17 de gener de 1990    |                            |  |
| Justin Timmermans | 25 de setembre de 1996 |                            |  |
| Patrick van der Duin | 4 de octubre de 1995   |                            |  |
| Daan van Sintmaartensdijk (1 de ago–31 de des, aprenent) | 11 de juny de 1998     |                            |  |
| |                        |                            |  |
| Fonts: ProCyclingStats Cycling Archives |                        |                            |  |

## Classificacions UCI

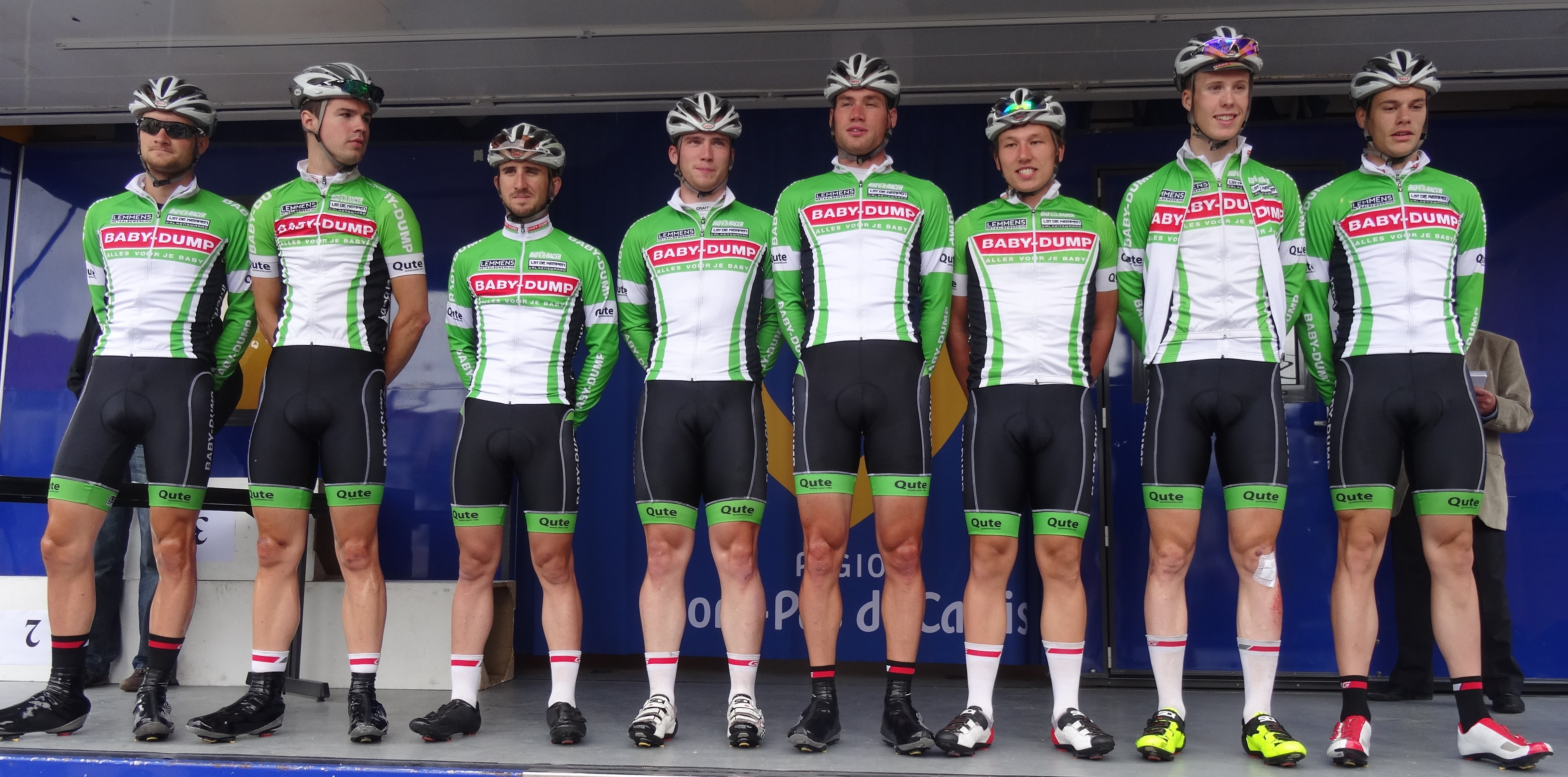
L'equip al 2014

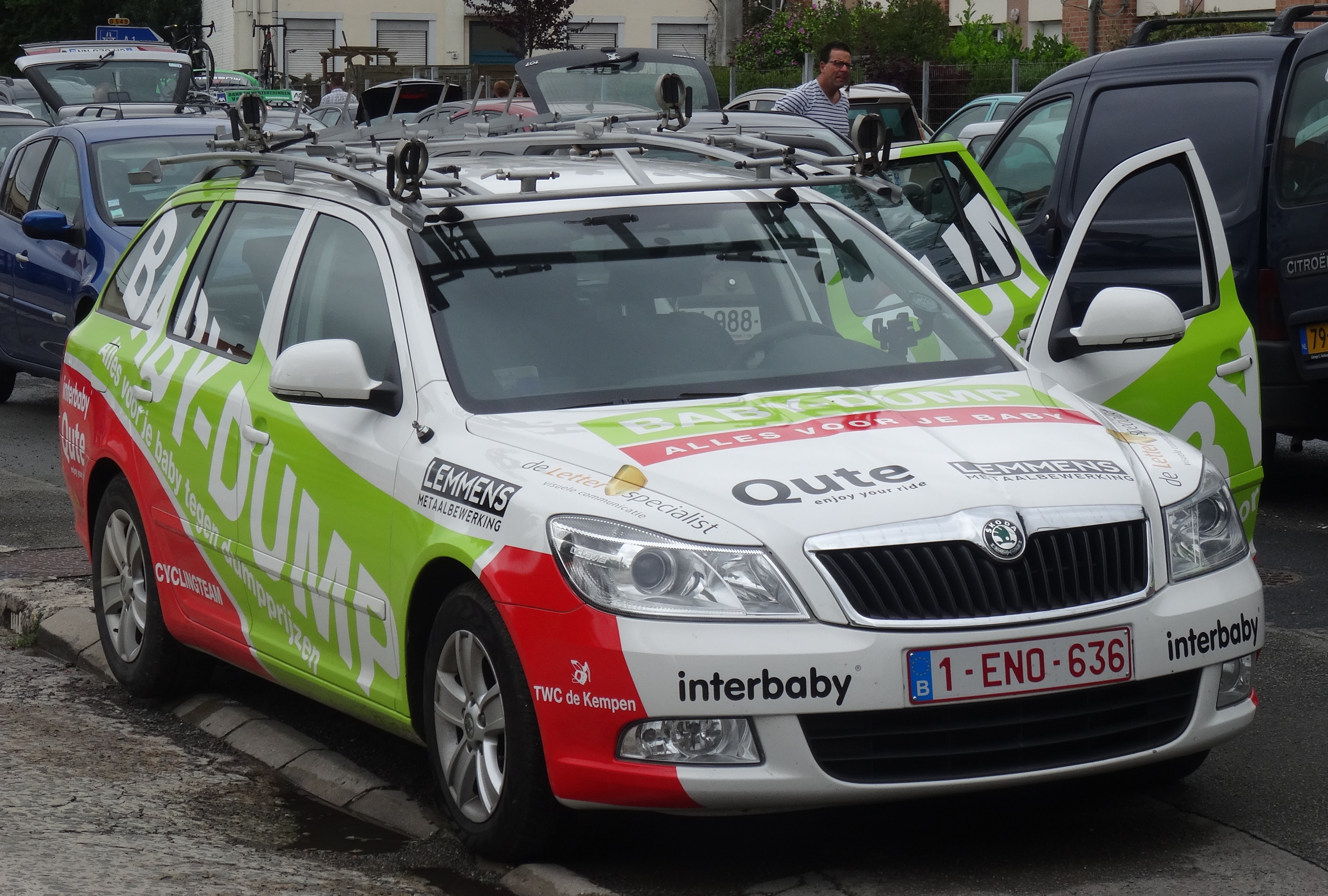
Vehicle de l'equip al 2014

A partir del 2015, l'equip participa en els Circuits continentals de ciclisme.
UCI Àsia Tour
| Temporada | Classificació per equips | Millor ciclista en la classificació individual |
| --------- | ------------------------ | ---------------------------------------------- |
| 2015      | 53è                      | Luuc Bugter (162è)                             |
| 2017      | 77è                      | Koos Jeroen Kers (295è)                        |

UCI Europa Tour
| Temporada | Classificació per equips | Millor ciclista en la classificació individual |
| --------- | ------------------------ | ---------------------------------------------- |
| 2015      | 101è                     | Twan Castelijns (409è)                         |
| 2016      | 122è                     | Rick Ottema (1124è)                            |
| 2017      | 46è                      | Arvid de Kleijn (98è)                          |